# Yerim Fall
Pour les articles homonymes, voir Fall.

a Compétitions nationales et continentales officielles uniquement.

b Matchs officiels uniquement.
Dernière mise à jour le 25 juin 2025.
Yerim Fall, né le 24 juin 2003, est un joueur français de rugby à XV et international français de rugby à sept. Il évolue principalement au poste d'ailier à l'ASM Clermont Auvergne en Top 14.

## Biographie

### Jeunesse, formation et début de carrière au RC Massy (jusqu'en 2022)
Yerim Fall naît le 24 juin 2003, il commence la pratique du rugby à XV en 2012 au sein de l'USO Athis-Mons Rugby, puis rejoint le RC Massy à partir de 2016.
Durant l'été 2021, il est retenu avec l'équipe de France de rugby à sept des moins de 18 ans pour disputer le Championnat d'Europe de cette catégorie,. Pendant la compétition, il inscrit notamment un triplé en quart de finale puis un doublé en finale, contribuant au sacre de son équipe.
Au mois de septembre suivant, durant la saison 2021-2022 de Nationale, il fait ses débuts senior avec le RC Massy à l'occasion de la troisième journée face au Soyaux Angoulême XV Charente en tant que titulaire au poste d'ailier droit à seulement dix-huit ans. Deux mois plus tard, il connaît sa deuxième titularisation, cette fois-ci au poste de deuxième centre, face à l'US Dax. Plus tard dans la saison, il inscrit son premier essai en senior face à l'Union Cognac Saint-Jean-d'Angély et contribue à la victoire des siens 54 à 17 avec bonus offensif. Au mois d'avril 2022, il est retenu avec l'équipe de France de rugby à XV des moins de 20 ans développement pour disputer une tournée de préparation face à leurs homologues Irlandais,. Il inscrit notamment un doublé lors du second match et contribue à la large victoire 50 à 21 des Français. De retour avec son club, en fin de saison il est remplaçant pour la demi-finale aller sur le terrain du SC Albi. Par la suite, il ne participe pas au match retour, ni à la finale où son équipe est sacrée championne début juin et est donc promue en Pro D2 pour la saison suivante. Au total, il participe à neuf rencontres, dont cinq en tant que titulaire, et inscrit un essai pour sa première saison senior.

### Départ à l'ASM Clermont Auvergne (2023-2024)
Toujours au mois de juin, il est annoncé qu'il rejoint le centre de formation du club de l'ASM Clermont Auvergne évoluant en Top 14. En août suivant, il est intégré avec l'effectif professionnel de l'ASM Clermont pour les matchs amicaux de pré-saison 2022-2023 contre le RC Toulon et l'Union Bordeaux Bègles,. Le même mois, il fait partie des joueurs retenus par le club clermontois pour disputer la troisième étape de la saison 2022 du Supersevens. De retour avec les équipes de jeunes clermontoises, il se fait rapidement remarquer avec les espoirs durant l'automne en réalisant de bonnes performances notamment face au RC Narbonne et au Castres olympique,. Pendant cette période, il est également retenu par la Fédération française de rugby pour participer à un stage et être partenaire d'entraînement du XV de France durant la préparation de la tournée d'automne. Au mois de décembre, il fait partie d'un groupe de vingt-huit joueurs sélectionnés avec l'équipe de France de rugby à XV des moins de 20 ans pour un stage préparatoire au Tournoi des Six Nations des moins de 20 ans 2023, ainsi qu'un match amical contre l'équipe d'Italie prévu début janvier 2023. Pour cette rencontre, il est titulaire sur l'aile et participe à la victoire 31 à 15 par les Bleuets. Le même mois, il est définitivement sélectionné pour disputer le Tournoi des Six Nations des moins de 20 ans. Dès la première journée, il est aligné sur le banc des remplaçants face à l'Italie. Durant la rencontre, il remplace Maël Moustin en seconde période. C'est son seul match de la compétition. Plus tard son équipe termine à la seconde place du Tournoi. En mai suivant, il fait partie d'un groupe de cinquante-et-un joueurs convoqués pour préparer le Championnat du monde junior 2023 avec les Bleuets. Début juin, il n'est pas finalement pas sélectionné pour la compétition qui voit les Bleuets la remporter,.
Durant la pré-saison 2023-2024, il est de nouveau retenu avec l'effectif professionnel de l'ASM Clermont Auvergne pour disputer une rencontre amicale contre l'USO Nevers début août 2023. Il est alors annoncé comme le possible futur du club clermontois au poste d'ailier à la suite du départ de Damian Penaud,,. Le mois suivant, il est retenu pour disputer les trois premières étapes du Supersevens 2023,,. De même en octobre, où il participe à la troisième place acquise par son équipe lors de l'étape finale. Lors du mois de novembre, il est retenu pour la première fois avec l'équipe professionnelle en Top 14 lorsqu'il est aligné en tant que titulaire au poste d'ailier afin d'affronter le Stade toulousain dans leur stade. Il fait donc ses débuts professionnels et réalise une performance prometteuse malgré la lourde défaite de son équipe sur le score de 31 à 10,. Durant cette rencontre, il est notamment victime d'un croche-patte de la part de Thomas Ramos alors qu'il est à quelques mètres de l'en-but adverse et a la possibilité d'inscrire un essai mais l'arbitre de la rencontre décide de ne pas sanctionner les locaux. Pour la journée suivante, il ne peut pas postuler pour le match contre le Racing 92 car il subit une légère blessure à un mollet. Cette blessure l'éloigne des terrains jusqu'en janvier 2024. Début mars, il connaît sa deuxième titularisation à l'occasion d'un déplacement contre le Stade rochelais. Il fait ensuite son retour avec les espoirs,. En mai, il fait ses débuts en Challenge Cup contre les Sharks après avoir profité du forfait de George Moala pour intégrer la feuille de match. Au total, pour sa première saison avec l'équipe professionnelle, il dispute six matchs, dont quatre comme titulaire.

### Débuts en équipe de France à sept (2024-)
Après avoir disputé deux rencontres de Top 14 en début de saison 2024-2025,, il est retenu avec l'équipe de France à sept pour un tournoi d'entraînement à Elche en Espagne. Dans le mois suivant ce tournoi, il fait partie des joueurs inscrits dans la convention de mise à disposition des joueurs, entre la Ligue nationale de rugby et la Fédération française de rugby, pour l'équipe de France à sept dans le cadre du projet olympique 2028. Blessé durant l'automne, il effectue son retour sur les terrains de Top 14 en janvier 2025 à l'occasion d'un déplacement à la Section paloise. Malgré la défaite de son club, il est à créditer d'une bonne performance,. Puis, début mars, il dispute son quatrième match de la saison et inscrit son premier essai avec l'ASM à l'occasion d'un déplacement perdu 31 à 18 sur la pelouse de l'Aviron bayonnais. À la fin du mois, il est retenu par l'équipe de France à sept pour le Tournoi de Hong-Kong comptant pour le SVNS. Blessé lors de la demi-finale, son équipe s'incline en finale du tournoi. Grâce à ses bonnes performances, il est cité comme étant la révélation du tournoi côté français mais il doit déclarer forfait pour le tournoi suivant à Singapour à cause de sa blessure. Remis de sa blessure à un ischio-jambier, fin avril, il est convoqué pour le tournoi final du SVNS à Los Angeles. Durant le tournoi, il se montre décisif mais les Bleus ne parviennent pas à se qualifier pour jouer le titre et terminent à la cinquième place,.

## Statistiques

### En club
| Saison             | Club               | Championnat | Championnat | Championnat | Compétitions EPCR    | Compétitions EPCR    | Compétitions EPCR    |
| Saison             | Club               | Compétition | Matchs      | Essais      | Compétition          | Matchs               | Essais               |
| ------------------ | ------------------ | ----------- | ----------- | ----------- | -------------------- | -------------------- | -------------------- |
| 2021-2022          | RC Massy           | Nationale   | 9           | 1           | Pas de qualification | Pas de qualification | Pas de qualification |
| Total RC Massy     | Total RC Massy     | Nationale   | 9           | 1           | Pas de qualification | Pas de qualification | Pas de qualification |
| 2023-2024          | ASM Clermont       | Top 14      | 5           | -           | Challenge Cup        | 1                    | -                    |
| 2024-2025          | ASM Clermont       | Top 14      | 4           | 1           | Champions Cup        | -                    | -                    |
| Total ASM Clermont | Total ASM Clermont | Top 14      | 9           | 1           | Compétitions EPCR    | 1                    | 0                    |

### En équipe nationale des moins de 20 ans
Yerim Fall dispute un match avec l'équipe de France des moins de 20 ans en une saison, prenant part à une édition du Tournoi des Six Nations en 2023. Il n'inscrit pas de points.

## Palmarès

### En club
- Vainqueur de la Nationale en 2022 avec le RC Massy.

### En équipe nationale
- Vainqueur du Championnat d'Europe de rugby à sept des moins de 18 ans avec l'équipe de France de rugby à sept des moins de 18 ans en 2021.
- Deuxième du Tournoi de Hong Kong en 2024 avec l'équipe de France de rugby à sept.